# Life Sentence
Life Sentence (stylizováno jako L!fe Sentence) je americký komediálně-dramatický televizní seriál, který byl premiérově vysílán na stanici The CW v roce 2018. Jeho autory jsou Erin Cardillo a Richard Keith.

## Příběh
Stella se dozví o vyléčení své rakoviny. Její další život ale komplikují mnohá rozhodnutí, která učinila s přesvědčením, že umírá.

## Obsazení

### Hlavní role
| Lucy Hale       | Stella Abbott          |
| Elliot Knight   | Wes Charles            |
| Jayson Blair    | Aiden Abbott           |
| Brooke Lyons    | Elizabeth Abbott Rojas |
| Carlos PenaVega | Diego Rojas            |
| Gillian Vigman  | Ida Abbott             |
| Dylan Walsh     | Paul Abbott            |
| Nadej Baile     | Sadie                  |

### Vedlejší role
| Anna Enge        | Helena Chang, Stellina doktorka           |
| Claudia Rocafort | Poppy, Idina přítelkyně a Stellina kmotra |
| Noor Anna Maher  | Fiona, dcera Elizabeth                    |
| Emanuel Eaton    | Frank, syn Elizabeth                      |
| Riley Smith      | doktor Will Grant                         |

## Produkce
Tvůrci seriálu Life Sentence jsou Erin Cardillo a Richard Keith, kteří jej vytvořili pro stanici The CW do vysílací sezóny 2017–2018. Seriál byl stanicí objednán dne 10. května 2017. V srpnu 2017 herečka Lucy Hale uvedla, že pořad bude mít premiéru v lednu 2018. Později však bylo oznámeno, že pilotní díl se bude vysílat dne 7. března 2018.

### Casting
Na konci ledna 2017 bylo oznámeno, že Lucy Hale si zahraje hlavní roli Stelly Abbott. Následovalo obsazení jejího bratra Aidena, jehož roli získal Jayson Blair, a jejího otce Paula, jehož roli získal Dylan Walsh.
V únoru 2017 byly obsazeny Gillian Vigman a Brooke Lyons do rolí Idy a Elizabeth Abbottových, Stelliny matky a sestry. Během března bylo oznámeno obsazení Elliota Knighta do role Wese a Carlose PenyVegy do role Darriuse. Během září 2017 byl obsazen Riley Smith do vedlejší role doktora Willa Granta.

### Natáčení
Natáčení pilotního dílu se odehrávalo od 15. března do 31. března v Atlantě v Georgii.
Natáčení první řady se po objednání seriálu přesunulo do kanadského Vancouveru. Produkce začala 9. srpna 2017 a probíhala do 12. ledna 2018.

## Vysílání
| Řada | Díly | Premiéra v USA | Premiéra v USA  |
| Řada | Díly | První díl      | Poslední díl    |
| ---- | ---- | -------------- | --------------- |
| 1    | 13   | 7. března 2018 | 15. června 2018 |

Pilotní díl seriálu byl na stanici The CW odvysílán 7. března 2018. V květnu 2018 bylo oznámeno, že seriál skončí po odvysílání první, třináctidílné řady a že další sérii nezíská kvůli nízké sledovanosti. Závěrečná epizoda byla uvedena 15. června 2018.